# Helen Slater
Helen Rachel Schlacter (Bethpage, Nueva York, 15 de diciembre de 1963), conocida artísticamente por Helen Slater, es una actriz, cantante y compositora estadounidense.

## Biografía
Es hija de Gerald Schlacter (ejecutivo de televisión) y Alice Joan Citrin (abogada). Tiene un hermano abogado. Desde su infancia comenzó a actuar en obras de teatro y en la adolescencia estudió arte dramático en la New York High School of Performing Arts, donde se graduó en 1982. Ese mismo año debutó en la pequeña pantalla con el telefilm Amy and the Angel, mientras que en los escenarios teatrales representó obras como Grease o Shakespeare and Friends.

## Carrera
Más tarde, a petición de su madre, acudió a las audiciones de la película, basada en el cómic, Supergirl (1984) y fue seleccionada entre miles de aspirantes. Fue la primera en presentarse a la audición y por lo que ganó el papel del film del año según los comentarios de esa época.[cita requerida] Viajó a Inglaterra, donde filmó la película tras realizar pruebas de cámara y, hasta el último momento, no supo que ella iba a ser la protagonista principal, pues los productores no se lo habían comunicado. Para este papel tuvo que teñir de rubio su cabello castaño, aumentar su busto con un implante y entrenar durante varias horas (ella misma ejerció como especialista en las escenas de acción). Su papel era el de Kara, la prima de Superman procedente de Argo City, un fragmento del planeta Kryptón que se encontraba situado en el fondo del océano de la Tierra. A consecuencia un pequeño accidente, Kara termina yendo a parar a Estados Unidos, donde se hace pasar por una estudiante llamada Linda Lee. Al igual que su primo de Kryptón, ella desarrolla sus mismos poderes y decide convertirse en la heroína Supergirl para enfrentarse a la malvada bruja Selena (Faye Dunaway).
Con esta película se pretendía comenzar una nueva franquicia cinematográfica, pero su fracaso comercial truncó esa posibilidad. El fracaso se debió principalmente a la mala política de distribución, aunque los productores hicieron saber públicamente que no estaban conforme con el desempeño de Helen, este comentario no gustó nada a la actriz, que se negó a hablar del tema y a participar en la reedición del DVD de la película con varios extras. A pesar de ello en años recientes ha participado de algunos eventos relacionados al personaje Supergirl, sugiriendo que se está reconciliando con su pasado, aun cuando su actuación fue correcta, y elogiado el personaje de Linda Lee como mejor que el de Clark Kent interpretado por Christopher Reeve. Incluso el film resultó ser entretenido (aunque pecaba de infantil y era inferior a las dos primeras entregas de Superman, aunque los efectos especiales eran superiores, la escena del ballet aéreo es soberbia, incluso para los estándares de hoy en día) y ha conseguido cierto objeto de culto con el paso de los años, convirtiendo a Helen en un mini mito erótico para la generación de los años ochenta.
Con sus siguientes trabajos tuvo más suerte comercial: en 1985 obtuvo el papel principal en la película La leyenda de Billie Jean en la que interpreta a una joven fugitiva que intenta hacer justicia por los abusos cometidos por una banda de jóvenes rebeldes. Esta película se ha convertido en motivo de culto por sus fanes. En 1986 intervino en la disparatada comedia Por favor... maten a mi mujer, junto a Danny DeVito, Bette Midler y Judge Reinhold. Un año más tarde secundó a Michael J. Fox en la comedia romántica El secreto de mi éxito. En 1989 protagonizó junto a Patrick Dempsey la comedia romántica Juntos, pero no revueltos con el que ha vuelto a trabajar en un capítulo de Grey’s Anatomy. En 1990 intervino en la serie dramática de una sola temporada Capital News y fundó la compañía teatral The Naked Angels en colaboración con la actriz Gina Gershon.
En 1991 fue secundaria en la exitosa comedia Cowboys de ciudad, al lado de Billy Crystal, Daniel Stern y Jack Palance. A mediados de la década comenzó a ejercer una actriz invitada en las series Seinfeld (Como dato curioso, Jerry Seinfeld es un conocido admirador de Superman, siendo también invitada al show la actriz Teri Hatcher, famosa por su rol como Lois Lane en los años 90), Sigue soñando, Los líos de Caroline y Michael Hayes. Además prestó su voz a la serie de animación Batman como Talia, la hija de R'as Al Ghul y fue una presencia habitual en telefilms como 12:01 (1993), Vidas paralelas (1994), Toothless (1997) y Best Friends for Life (1998). Entre sus escasas incursiones cinematográficas figuró el film familiar El regreso de Lassie (1994).
En el siglo XXI ha seguido interviniendo como invitada en series de éxito como Will y Grace, Profesores de Boston, Ley y orden: Unidad de víctimas especiales, Anatomía de Grey y The New Adventures of Old Christine. En 2006 estrenó el telefilm Jane Doe: The Harder They Fall. Su trayectoria artística se completa con las obras de Broadway Responsible Parties y Almost Romance. Por otra parte podemos señalar que fue la autora del musical teatral Ugly Duckling. Otra de sus polifacéticas actividades la ha desarrollado como pianista grabando dos discos con temas propios titulados One of These Days (2003) y Crossword (2005) en los cuales canta maravillosamente. También se encargó de componer una canción dentro de la banda sonora de la película Nowhere in Sight (2000). Desde 1990 está casada con el director/editor ganador de un Clio Robert Watzke y ambos son padres de una hija llamada Hannah Nika nacida el 28 de agosto de 1995. Con su esposo trabaja ocasionalmente en presentaciones con un grupo de teatro experimental cómico llamado Bubalaires. Su personaje es el de Hansha.
Dentro de sus recientes apariciones televisivas se incluye la serie de TV Smallville, donde dio vida a Lara, la madre kryptoniana de Clark Kent. En ambos episodios no solo trabajó con Tom Welling, sino con su sucesora como Supergirl, la actriz Laura Vandervoort. Sus últimas apariciones fueron en las series Supernatural, Eleventh Hour & Greek y The Lying Game.
Actualmente se encuentra filmando dos películas Power & Pride y Beautiful Wave con las cuales volverá a la pantalla grande.
Es la mejor amiga de la actriz Helen Hunt (Mejor... imposible, Náufrago, etc.).
Interpretó a Eliza Danvers, la madre adoptiva de Kara en la nueva serie Supergirl.

## Filmografía
| Año       | Título                              | Papel                                | Notas                                          |
| --------- | ----------------------------------- | ------------------------------------ | ---------------------------------------------- |
| 1982      | Especial de ABC de Afterschool      | Amy Watson                           | Episodio “Amy y el ángel”                      |
| 1984      | Supergirl                           | Kara Zor-El / Linda Lee / Superchica |                                                |
| 1985      | The Legend of Billie Jean           | Billie Jean Davy                     |                                                |
| 1986      | Ruthless People                     | Sandy Kessler                        |                                                |
| 1987      | The Secret of My Success            | Christy Wills                        |                                                |
| 1988      | Sticky Fingers                      | Hattie                               |                                                |
| 1988      | Improv Tonite                       | Invitada como presentadora           |                                                |
| 1989      | Happy Together                      | Alexandra Page                       |                                                |
| 1990      | The Great Air Race                  | Jacqui Cochrane                      | Miniserie Australiana                          |
| 1990      | Capital News                        | Anne McKenna                         | Película de TV                                 |
| 1991      | City Slickers                       | Bonnie Raybum                        |                                                |
| 1991      | The Hidden Room                     | Lauren                               | Episodio: "Wasting Away"                       |
| 1992      | Seinfeld                            | Becky Gelke                          | Episodio: "El buen samaritano"                 |
| 1992      | Dream On                            | Sarah                                | Episodio: "Teoria de la relatividad"           |
| 1992      | Betrayal of the Dove                | Ellie West                           |                                                |
| 1992-1994 | Las Aventuras de Batman & Robin     | Talia Al Ghul                        | Voz, 4 episodios                               |
| 1993      | 12:01                               | Lisa Fredericks                      | Película de TV                                 |
| 1993      | Chantilly Lace                      | Hannah                               | Película de TV                                 |
| 1993      | A House In The Hills                | Alex Weaver                          |                                                |
| 1994      | Couples                             | Nina                                 | Película de TV                                 |
| 1994      | Lassie                              | Laura Turner                         |                                                |
| 1994      | Parallel Lives                      | Elsa Freedman                        |                                                |
| 1995      | The Steal                           | Kim                                  |                                                |
| 1995      | No Way Back                         | Mary                                 |                                                |
| 1997      | The Long Way Home                   | Ella misma                           | Rol de voz                                     |
| 1997      | Caroline in the City                | Cassandra Thompson                   | Caroline ant the Monkeys                       |
| 1997      | Toothless                           | Mamá de Katherine                    | Película de TV                                 |
| 1997-1998 | Michael Hayes                       | Julie Siegel                         | 3 episodios                                    |
| 1998      | Best Friends for Life               | Pammy Cahill                         | Película de TV                                 |
| 2000      | American Adventure                  | Kathy                                |                                                |
| 2001      | Nowhere In Sight                    | Carly Bauers                         |                                                |
| 2001      | Will & Grace                        | Peggy Truman                         | Episodio: "Moveable Fast"                      |
| 2003      | Boston Public                       | Sra. McNeal                          | Episodio: "Capítulo 74"                        |
| 2004      | Law & Order: Special Victims Unit   | Susan Coyle                          | Episodio: "Familias"                           |
| 2004      | Seeing Other People                 | Penelope                             |                                                |
| 2005      | Grey's Anatomy                      | Nadia Shelton                        | Episodio: "Grandma Got Run Over by a Reindeer" |
| 2006      | Jane Doe: The Harder They Fall      | Stella Andre                         | Película de TV                                 |
| 2006      | The New Adventures of Old Christine | Liz                                  | Episodio: "Teach Your Children Well"           |
| 2007-2010 | Smallville                          | Lara-El                              | 3 Episodios                                    |
| 2009      | Supernatural                        | Susan Carter                         | Episodio: "Family Remains"                     |
| 2009      | Eleventh Hour                       | Susan Wayne                          | Episodio: "Medea"                              |
| 2009      | Greek                               | Dra. Magda Stephanopoulos            | Episodio: "Guilty Treasures"                   |
| 2010      | Rock the House                      | Diane Peterson                       | Película de TV                                 |
| 2010-2011 | Gigantic                            | Jennifer Brooks                      | 10 episodios                                   |
| 2011      | Private Practice                    | Erin                                 | Episodio: "Two Steps Back"                     |
| 2011      | Drop Dead Diva                      | Penny Brecker                        | Episodio: "Hit and Run"                        |
| 2011-2013 | The Lying Game                      | Kristin Mercer                       | Regular en la serie                            |
| 2013      | The Good Mother                     | Cheryl Jordan                        | Película de TV                                 |
| 2015      | Mad Men                             | Sheila                               | Episodio: "Person to Person"                   |
| 2015-2021 | Supergirl                           | Eliza Danvers                        | 13 episodios                                   |
| 2023      | The Flash                           | Kara Zor-El / Linda Lee / Superchica | (Cameo sin acreditar)                          |

## Discografía
- One of These Days (2003)
- Crossword (2005)
- Shine (2010)
- Myths of Ancient Greece (2013)